# Secese (mezinárodní právo)
Secese (z lat. secessio, opuštění, srov. secessio plebis) označuje v mezinárodním právu vznik státu tím způsobem, že se odtrhne část území státu a na něm vznikne stát nový, přičemž dosavadní stát nezaniká a existuje dál na zmenšeném území. V tom se secese liší od rozpadu (dismembratio), při kterém původní stát, z něhož nové státy vznikly, zaniká, jako tomu bylo např. u rozpadu Československa. Nejde ani o transfer území od jednoho státu ke druhému, protože v takovém případě žádný nový stát nevznikne.
Klasickým příkladem secese je odtržení Bangladéše od Pákistánu v roce 1971, neúspěšnou secesí pak byl např. pokus o odtržení jižních států od Spojených států amerických a vznik Konfederovaných států amerických. Za secesi se naopak nepovažuje osamostatňování bývalých kolonií v rámci procesu dekolonizace, protože jejich území nebylo chápáno jako součást území dřívějších metropolí. I v jiných případech může být situace komplikovanější, např. vznik Československa v roce 1918 byl secesí od zanikajícího Rakouska-Uherska, od kterého transferovaly části území k jiným státům a které se zároveň rozpadlo na Rakousko a Maďarsko, což byly státy vycházející ze samotného základu dualistické monarchie.